# Philippine National Oil Company
 Philippine National Oil Company (PNOC) é uma companhia petrolífera estatal das Filipinas.

## História
A companhia foi estabelecida em 1973.